# Chortonoeca leucocraspis
Chortonoeca leucocraspis är en fjärilsart som beskrevs av George Francis Hampson 1918. Chortonoeca leucocraspis ingår i släktet Chortonoeca och familjen mott. Inga underarter finns listade i Catalogue of Life.